# مسلمو غادي
مسلمو غادي هو مجتمع مسلم يقطن بشكل أساسي في شمال الهند، وبعد الاستقلال في عام 1947، هاجر العديد من الغادييون من ولايتي هاريانا ودلهي إلى باكستان، واستقروا في ولايتي البنجاب والسند، وغالبًا ما يشار إلى المجتمع باسم غادي راجبوت،
وأحيانًا باسم غادي، وهناك عدد قليل من الغادي يتواجدون في منطقة تيراي في النيبال.